# Retrato del cardenal Tavera
El Retrato del cardenal Tavera es una obra del Greco, realizada ca.1609, durante su último período toledano. Se conserva en el Hospital de Tavera de Toledo. Consta en el catálogo razonado de obras del Greco, obra de Harold Wethey, con la referencia número 157.

## Temática de la obra
El Greco solamente realizó tres retratos de altos dignatarios de la Jerarquía de la Iglesia católica, siendo este lienzo uno de los tres.El cardenal Juan Pardo de Tavera fue el fundador del Hospital de San Juan Bautista de Toledo, que se conoce popularmente por el nombre del fundador, o bien como Hospital de Afuera, al ubicarse extramuros de la ciudad.

## Historia de la obra
El Greco retrató al clérigo a título póstumo, ya que éste había fallecido en 1545, por lo que debió tomar como modelos un lienzo y, sobre todo, la máscara mortuoria, ambos obras de Alonso Berruguete, que se conservan todavía en el propio Hospital. El Greco ya trabajaba para esta institución antes de 1595, pero la mayoría de sus encargos son de 1608, cuando su colaboración con Pedro de Salazar y Mendoza, administrador del Hospital, era más estrecha.
Pedro Salazar de Mendoza relata en su Crónica de Tavera (pag.374) que este purpurado «mostró también mucha modestia en que no se consintió retratar, si bien lo procuraron muchos valientes pintores y escultores, particularmente Alonso Berruguete...El retrato y otras cosas que hay en el Hospital, se hizieron después que murió, por orden o mano del mesmo Berruguete». Puesto que Berruguete murió en 1561, es obvio que el cuadro del Greco no puede incluirse entre los realizados "por orden" de Berruguete, sino circa 1608, época de mayor colaboración del Greco con Pedro de Salazar.

## Análisis de la obra
- Toledo, Hospital de Tavera; [6]
- Pintura al óleo sobre lienzo;
- Después de su restauración mide 103 x 82 cm.;
- Datación: ca.1609.
- Originariamente firmado con letras griegas en cursiva, en la parte inferior derecha: δομήνικος θεοτοκóπουλος ε'ποíει.[1]

El Greco muestra en el cuadro los profundos surcos y el aspecto exangüe del rostro del personaje, debidos a la enfermedad que le llevó a la muerte, pero también remarca su carácter fuerte y vital. Su figura se muestra en tres cuartos, de perfil, mirando ligeramente hacia su derecha, destacando sobre un fondo neutro oscuro. El hecho de estar basado en una máscara mortuoria podría explicar la frialdad de su mirada. Viste una muceta roja sobre un elaborado roquete de encaje. Frente a él, hay una mesa cubierta con un tapete verde intenso, sobre la cual reposa su birreta cardenalicia y un libro —tal vez un breviario— sobre el que descansa su mano izquierda. Los colores son muy vivos, en tonalidades verdes y carmesíes, y la pincelada es suelta, propia de la etapa final del Greco.
La ejecución es perfecta en el afilado rostro, en la mano izquierda y en los hermosos reflejos púrpuras de la muceta. El color es brillante, realzado por las diferencias cromáticas y por la perfección de los contrastes entre las texturas. El personaje se presenta como un arquetipo más de la España del siglo XVI y de principios del siglo XVII.

## Estado de conservación
El estado de conservación de la obra no es óptimo, debido a que el cuadro fue mutilado a cuchilladas por milicias republicanas en 1936, durante la guerra civil española. Los trozos del lienzo que se recuperaron, fueron enviados a Sevilla para que los recompusiese Fernando Labrada, pero —según fotografías de la época— se perdieron dos fragmentos: uno de la muceta y otro cuadrado en el ángulo inferior derecho, donde se hallaba la firma del Greco. La restauración se efectuó en 1940.

## Procedencia
1. Un Retrato de Tavera aparece en los bienes de Pedro de Salazar y Mendoza, realizado a su muerte en 1629.
2. Esta pieza también aparece en los inventarios del Hospital de 1628 y 1630.[11]
3. Fundación Casa Ducal de Medinaceli.